# Émile et les Détectives (film, 1964)
Pour les articles homonymes, voir Émile et les Détectives (homonymie).
Pour plus de détails, voir Fiche technique et Distribution.
Émile et les Détectives (titre original : Emil and the Detectives) est un film américano-britannique réalisé par Peter Tewksbury, sorti en 1964.

## Synopsis
Pendant son voyage vers Berlin, le jeune Émile Tischbein se fait voler de la poche de sa veste les 400 Deutsche marks qu'il devait apporter à sa grand-mère. Il soupçonne immédiatement son voisin de siège M. Grundeis, connu dans le monde des truands sous le nom de « la Taupe ». Seul dans la grande ville, Emile commence sa filature. Il fait la connaissance de « Gustave au klaxon » un adolescent qui commande une bande d'enfants qui jouent aux détectives. Le petit groupe d'enfants reprend l'affaire et établit un plan de bataille. Ils récoltent les premiers indices, font le tour des hôtels et retrouvent enfin Grundeis qui s'est associé à deux gangsters pour planifier le casse d'une banque.

## Fiche technique
- Titre original : Emil and the Detectives
- Titre français : Émile et les Détectives
- Réalisation : Peter Tewksbury assisté de Brigitte Liphardt
- Scénario : A. J. Carothers d'après Berthold Bürger
- Photographie : Günther Senftleben, Franz Hofer (caméra)
- Montage : Thomas Stanford, Cotton Warburton
- Musique : Heinz Schreiter
  - Orchestre : Berliner Symphoniker
- Direction artistique : Isabella Schlichting, Werner Schlichting
- Décor : Anthony Masters
- Costumes : Leo Bei, Josef Wanke
- Maguillage : Jupp Paschke, Hans-Joachim Schmalor
- Son : Bernhard Reicherts
- Producteur : Walt Disney, Peter V. Herald (associé), Paul Waldherr (responsable de production)
- Société de production : Walt Disney Productions
- Société de distribution : Buena Vista Distribution Company
- Pays d'origine : États-Unis
- Format : Couleurs - 1,75:1 - Mono - 35 mm
- Durée : 99 minutes
- Date de sortie : 18 décembre 1964

Sauf mention contraire, les informations proviennent des sources concordantes suivantes : Leonard Maltin et IMDb

## Distribution
- Walter Slezak : Baron
- Bryan Russell : Emil Tischbein
- Roger Mobley : Gustav
- Heinz Schubert : Grundeis
- Peter Ehrlich : Müller
- Cindy Cassell : Pony
- Elsa Wagner : Nana
- Eva Ingeborg Scholz : Frau Tischbein
- Wolfgang Völz : Wachtmeister Stucke
- Franz Nicklisch (de) : Desk Sergeant
- Brian Richardson : Professor
- Robert Swann : Hermann
- David Petrychka : Dienstag
- Ann Noland : Frieda
- Ron Johnson : Rudolf
- Rick Johnson : Hans

Source : Leonard Maltin, Dave Smith et IMDb

## Sorties cinéma
Sauf mention contraire, les informations suivantes sont issues de l'Internet Movie Database.
- États-Unis : 18 décembre 1964 (première), 23 décembre 1964 (nationale)
- Argentine : 21 janvier 1965
- Allemagne de l'Ouest : 20 août 1965
- Autriche : septembre 1965
- Royaume-Uni : 19 décembre 1965
- Danemark : 20 février 1968

## Origine et production
L'histoire d'Erich Kästner à propos d'un jeune garçon enlevé lors d'un voyage chez un proche est un classique. Le livre Émile et les Détectives publié en 1929 a été adapté en film dès 1931 en Allemagne par Gerhard Lamprecht et le studio Disney a décidé de le tourner aussi dans ce pays. Le film a donc été tourné en Allemagne de l'Ouest avec des acteurs locaux et comprend ainsi une atmosphère européenne, mais le travail de réécriture par le studio Disney offre une trop grande américanisation,. Le générique du film est symptomatique des productions américaines de l'époque avec des accents et une vitalité qui dépasse celle présente dans le reste du film.
Le film a été diffusé à la télévision dans l'émission The Mickey Mouse Club  sur ABC sous le titre The Three Skrinks. Le film a été édité en vidéo en 1987.

## Analyse
Le film souffre d'un rythme lent, d'escargot selon Leonard Maltin, qui peine avec une intrigue basique pour atteindre les 99 minutes. Parmi les scènes trop longues, Maltin mentionne le tunnel jusqu'à la banque, des moments de suspense interminables n'aboutissant à rien et des scènes centrées sur le chef des méchants pour illustrer son style de vie alors qu'un dialogue aurait suffi pour les jeunes spectateurs. Selon Maltin, le générique semble même avoir été dynamisé en post-production pour compenser la lenteur du film.